# Bronisze (Gołdap)
Bronisze (deutsch Wittichsfelde) ist ein Dorf in der polnischen Woiwodschaft Ermland-Masuren, das zur Stadt- und Landgemeinde Gołdap (Goldap) im Kreis Gołdap gehört.

## Geographische Lage
Bronisze liegt im Nordosten der Woiwodschaft Ermland-Masuren südöstlich der Kreisstadt Gołdap. Am westlichen Ortsrand verläuft die Bahnstrecke Ełk–Tschernjachowsk (Lyck–Insterburg).

## Geschichte
Das Bild des vor 1581 Brunisch genannten Dorfs war vor 1945 durch ein großes Gut mit ausgedehntem Park geprägt. Im Jahr 1874 wurde es in den Amtsbezirk Gurnen (polnisch Górne) eingegliedert. Er gehörte zum Kreis Goldap im Regierungsbezirk Gumbinnen der preußischen Provinz Ostpreußen.
Im Jahre 1910 zählte der Gutsbezirk Wittichsfelde 156 Einwohner. Am 30. September 1928 gab Wittichsfelde seine Eigenständigkeit auf und schloss sich mit den Nachbarorten Babken (1938–1945 Steinbrück, polnisch Babki) – ohne den Ortsteil Scheelhof (polnisch Siedlisko, nicht mehr existent) – sowie Gurnen (polnisch Górne) und Pröken (Przecka, nicht mehr existent) zur neuen Landgemeinde Gurnen zusammen.
Mit dem gesamten südlichen Ostpreußen wurde Wittichsfelde 1945 in Kriegsfolge Polen zugeordnet und heißt seitdem Bronisze. Das Dorf ist jetzt eine kleine Ortschaft im Verbund der Stadt- und Landgemeinde Gołdap im Powiat Gołdapski. War es bis 1998 noch der Woiwodschaft Suwałki zugehörig, so ist es nunmehr der Woiwodschaft Ermland-Masuren zugeordnet.

## Religionen
Die mehrheitlich evangelische Bevölkerung Wittichsfeldes war vor 1945 in das Kirchspiel der Kirche Gurnen eingepfarrt und gehörte somit zum Kirchenkreis Goldap innerhalb der Kirchenprovinz Ostpreußen der Evangelischen Kirche der Altpreußischen Union. Die wenigen katholischen Einwohner waren nach Goldap (Bistum Ermland) orientiert.
Heute gehört die überwiegend katholische Einwohnerschaft Broniszes zur neu errichteten Pfarrei in Górne, die dem Dekanat Gołdap im Bistum Ełk (Lyck) der Katholischen Kirche in Polen zugehört. Hier lebende evangelische Kirchenglieder gehören zur Kirchengemeinde in Gołdap, die eine Filialgemeinde der Pfarrei in Suwałki in der Diözese Masuren der Evangelisch-Augsburgischen Kirche in Polen ist.

## Verkehr
Bronisze liegt ein wenig abseits, ist jedoch über zwei Nebenstraßen, die von der Woiwodschaftsstraße DW 651 bei Jurkiszki (Jörkischken, 1938–1945 Jarkental) bzw. Pluszkiejmy (Plautzkehmen, 1938–1945 Engern) abzweigen.
Bis 1993 bestand Bahnanbindung über die Station Górne an die Bahnstrecke Ełk–Tschernjachowsk, die nun aber für den Personenverkehr geschlossen ist.